# (1996) Adams
(1996) Adams – planetoida z pasa głównego asteroid okrążająca Słońce w ciągu 4 lat i 35 dni w średniej odległości 2,56 j.a. Została odkryta 16 października 1961 roku w Goethe Link Observatory niedaleko Brooklynu w stanie Indiana w ramach Indiana Asteroid Program. Nazwa planetoidy pochodzi od Johna Coucha Adamsa (1819–1892), brytyjskiego astronoma i matematyka. Przed jej nadaniem planetoida nosiła oznaczenie tymczasowe (1996) 1961 UA.